# Clare Thomas
Clare Thomas, född 2 april 1989, är en brittisk skådespelerska. Thomas debuterade 1998 i filmen Madeline.

## Filmografi
- Young Dracula (2006)
- Fungus the Bogeyman (2004)
- Bus Life (2004)
- Quicksand (2003)
- The Railway Children (2000)
- Madeline (1998)